# Bakaiivka, Icinea
Bakaiivka (în ucraineană Бакаївка) este localitatea de reședință a comunei Bakaiivka din raionul Icinea, regiunea Cernihiv, Ucraina.

## Demografie
Componența lingvistică a localității Bakaiivka
     Ucraineană (99,47%)
     Alte limbi (0,53%)
Conform recensământului din 2001, majoritatea populației localității Bakaiivka era vorbitoare de ucraineană (99,47%), existând în minoritate și vorbitori de alte limbi.